# Julien Nonnon
 (août 2018).
Julien Nonnon est un artiste numérique français, figure majeure[réf. nécessaire] du street-art.

## Travaux
Avec ses installations cinématographies, l'artiste projette dans la rue la nuit des images éphémères. Il n'utilise pas des mannequins mais des dessins d'animaux souvent sauvages habillés, des personnages hybrides, mi-hommes, mi-animaux. Cette collection de portraits d'animaux relookés crée ainsi un « Safari urbain ». Les personnages sont inspirés des attitudes de passants rencontrées au quotidien. Les styles et les tendances varient à chaque installation, mettant en valeur l'architecture urbaine. Il peut ainsi projeter ses créations sur des murs délabrés ou des édifices ou garages abandonnés.
Il utilise le street-art et le video mapping pour projeter ses dessins, permettant d'afficher les images très précisément sur les bâtiments. Ses personnages sont réalisés sur une tablette tactile après avoir exploré la ville et repéré les bâtiments intéressants, puis projetés avec un puissant vidéoprojecteur. Aucun matériel physique (ni peinture, papier ni colle) n'est ainsi utilisé dans ses virées clandestines, sans autorisations. Il réalise enfin des photos des œuvres réalisées en vue de vendre les tirages imprimés.
Julien Nonnon a co-fondé le studio de création Le3,. Il s'est fait particulièrement remarquer par son installation Holofighters. Cet évènement interactif a été projeté durant trois heures en juin 2015 au quai de Valmy (Paris) et a proposé une version remodelée du jeu vidéo Street Fighter. Les artistes ont invité les passants à s'impliquer dans la géopolitique en ajoutant deux personnages supplémentaires dans le jeu, Barack Obama et Vladimir Puttin.

## Position
Les réalisations de l'artiste ont été créés en réponse à la conformité omniprésente dans le monde de la mode, et il peut marquer les esprits tout en laissant propres les murs de la ville. Ainsi, il s'inspire des magazines de mode pour réaliser ses personnages.